# Germano Beringheli
Germano Beringheli (Genova, 1927 – Genova, 4 aprile 2014) è stato un critico d'arte italiano.

## Biografia
Nato a Genova nel 1927, fu critico d'arte, giornalista de La Repubblica e de Il Lavoro di Genova e de Il Secolo XIX di Genova, nonché collaboratore di diverse riviste artistiche di grossa tiratura. Già docente presso l'Accademia ligustica di Belle Arti di Genova (titolare della cattedra di storia), curò l'istituzione del Museo Sperimentale d'Arte Contemporanea situato a Genova e poi trasferito a Torino alla Civica Galleria d'Arte Contemporanea. 
Membro effettivo dell'Associazione Internazionale Critici Arte (A.I.C.A.), la sua inserzione nell'organizzazione fu caldeggiata da Giulio Carlo Argan e Eugenio Battisti.

## Opere
- Arvigo, Sabatelli, 1980
- Scultori a Genova dal 1950, Catalogo mostra Palazzo della Commenda di Pré, Genova, 1985
- Pittura tra storia ed evento.Roberto Martone, Comune di Lavagna, 1987
- con Luciano Caprile e Franco Ragazzi Scultori in Liguria nel secondo 900, De Ferrari Editore, Genova, 1995
- con Giuseppe Mercenaro Ravera Oneto. Opere 1940 - 1994, De Ferrari Editore, Genova, 1995
- Enzo l'Acqua. Segno e materia, Bolla, 2001
- Dizionario degli artisti liguri, De Ferrari Editore, Genova 2001
- Dizionario degli artisti liguri 2005-2006, De Ferrari Editore, Genova, 2005
- Repertorio illustrato artisti liguri, De Ferrari Editore
- Gli artisti liguri. Pittori, scultori, ceramisti, incisori dell'Ottocento e del Novecento , 1999, De Ferrari Editore
- Mario Ciucci [3] - editrice Liguria ISBN 8880550519; ISBN 9788880550518
- con Riccardo Zelatore Novecento un secolo di pittura, scultura e ceramica Savona, Fortezza del Priamar, 2008, De Ferrari Editore ISBN 978-88-6405-033-1
- Eugenio Carmi. Pensando a Eraclito, Ed. Silvana, 2009 ISBN 978-88-3661-541-4
- Bruno Gorgone. Giardino mentale. Opere 1980 - 2010, De Ferrari Editore, 2010 ISBN 978-88-6405-172-7
- Mauro Garibbo Intrecci formali e cromatici opere dal 1953 al 2002 ISBN 88-7172-512-3
- Rachele Bianchi. Testimonianza del compimento della bellezza, Verso l'Arte, 2012 ISBN 9788895894881
- Alessandro Mattia Mazzoleni. Lo spazio della ragione, Verso l'Arte, 2013  ISBN 9788898280049